# Ekologia muzyki
Ekologia muzyki – dziedzina muzykologii badająca relacje między muzyką i sposobem jej odbioru a środowiskiem akustycznym. Dziedzina ta inspiruje się dorobkiem kanadyjskiego kompozytora i ekologa akustycznego R. Murraya Schafera.
Kluczowym pojęciem w ekologii muzyki jest pejzaż dźwiękowy (ang. soundscape), czyli środowisko akustyczne pojmowane w kontekście historyczno-socjologicznym oraz estetycznym. Pojęcie to Schafer sformułował w 1967 roku. Obecnie używane jest w rozmaitych kontekstach: w muzyce ambient i trance, w reklamach nagrań relaksacyjnych z dźwiękami natury, a przede wszystkim w ruchu ekologii akustycznej.

## Ewolucja pejzażu dźwiękowego[1]
Początkowo pejzaż tworzyły jedynie odgłosy natury. W miarę rozwoju cywilizacji następowało zagęszczenie dźwięków wytwarzanych przez ludzi. W środowiskach wiejskich były to głównie hałasy sporadyczne. Rewolucja przemysłowa wprowadziła hałasy coraz bardziej uciążliwe, bo donośne i monotonne, wytwarzanego często przez maszyny fabryczne i pojazdy. Upowszechnienie urządzeń elektrycznych nasyciło otoczenie taką ilością odgłosów – często hałaśliwych, że stały się one szkodliwe dla zdrowia. Są to zarówno maszyny, w których hałas jest trudną do uniknięcia konsekwencją ich pracy (lodówki, telefony), jak również media i systemy nagłośnieniowe, które stawiają sobie za cel emitowanie dźwięków, głównie muzyki.
W wyniku tej ewolucji nastąpiło przejście od pejzażu dźwiękowego, który Schafer nazywa „hi-fi” do pejzażu dźwiękowego „lo-fi”, czyli od świata, w którym pojedynczy dźwięk był wyrazisty i niósł informację o swoim źródle do świata, w którym tłok dźwięków odbiera im wszelkie znaczenie i czyni z nich redundantny oraz uciążliwy dla człowieka hałas.
W licznych publikacjach na temat pejzażu dźwiękowego Schafer zwracał uwagę na zanieczyszczenie akustyczne otoczenia i postulował tzw. „czyszczenie uszu”, które umożliwiłoby odzyskanie wrażliwości dźwiękowej utraconej w wyniku narastającego hałasu otoczenia.

## Muzyka jako „brud” w pejzażu akustycznym

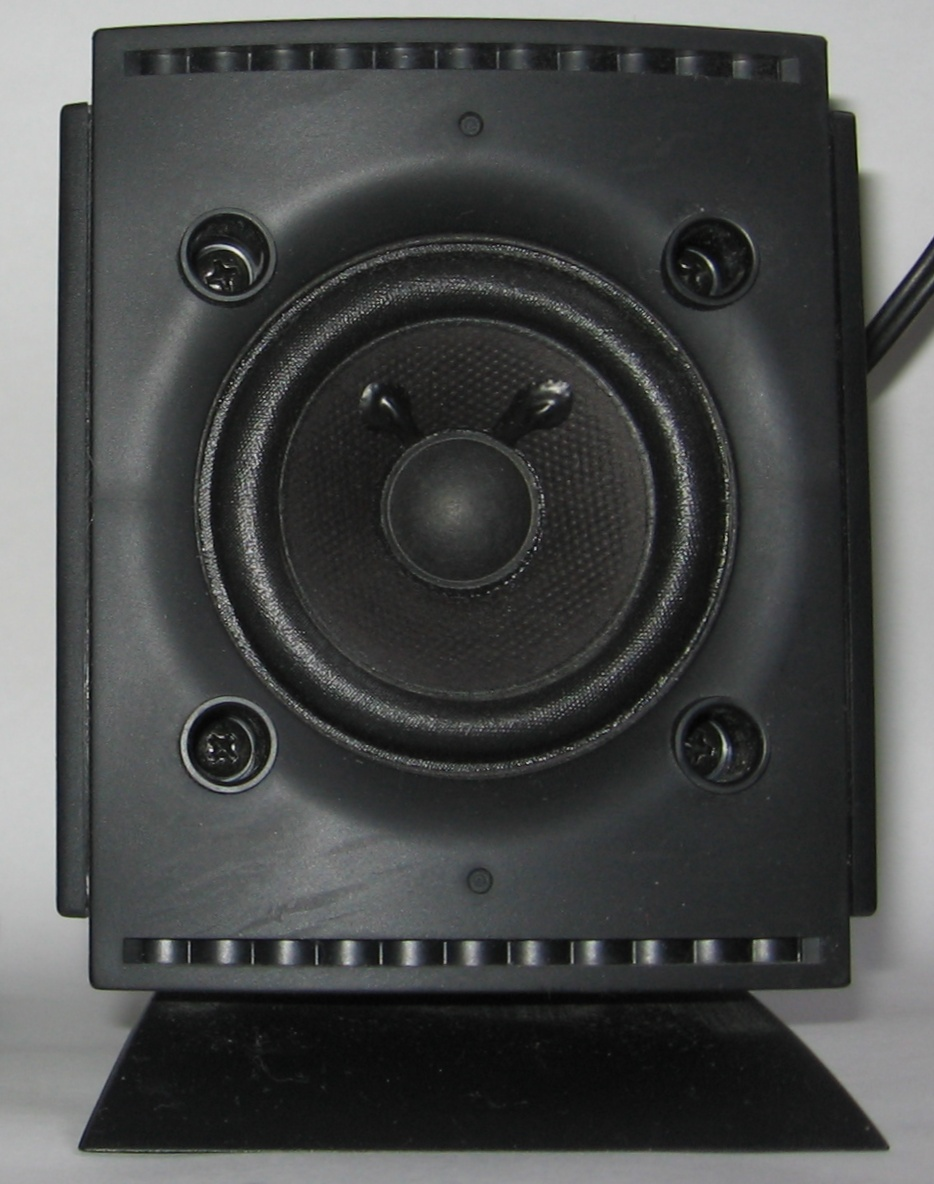
Głośnik sprawił, że muzyka stała się jednym z głównych źródeł uciążliwego hałasu

Pierwszą osobą sprzeciwiającą się oficjalnie zanieczyszczaniu środowiska muzyką nadawaną w miejscach publicznych przez głośniki był Witold Lutosławski. W październiku 1969 z jego inicjatywy Rada Muzyczna UNESCO przyjęła następującą ustawę:
Walne Zgromadzenie Międzynarodowej Rady Muzycznej UNESCO [...] jednomyślnie potępia niedopuszczalne pogwałcenie wolności osobistej i prawa każdego człowieka do ciszy przez nadużywanie nagranej oraz nadawanej przez radio muzyki w miejscach publicznych i prywatnych. Walne Zgromadzenie żąda, aby Komitet Wykonawczy przestudiował ten problem w jego wszelkich aspektach – medycznym, naukowym, prawnym – nie pomijając również aspektu artystycznego i wychowawczego, oraz aby zaproponować w pierwszym rzędzie UNESCO, a także właściwym władzom poczynienie wszelkich kroków w celu położenia kresu omawianemu nadużywaniu muzyki.
W następnych latach pojawiały się inicjatywy zakrojone na większą skalę. W maju 1985 w Cork odbyło się pierwsze międzynarodowe sympozjum poświęcone kulturowym skutkom zanieczyszczenia akustycznego pod hasłem „Prywatność dźwięku”. Na podstawie zebranych tam materiałów Parlament Europejski podjął 28 IX 1985 uchwałę „o prywatności dźwięku i prawie do indywidualnego wyboru muzyki”. W uchwale tej znalazły się m.in. następujące stwierdzenia:
dążąc do ochrony szczególnej wartości muzyki jako środka ekspresji...
zwracając szczególną uwagę na szkodliwość bezpośredniego oddziaływania nadmiernie nagłośnionej muzyki,
sygnalizując potencjalne zagrożenia psychologiczne, takie jak:
rozdrażnienie,
przytępienie wrażliwości,
manipulowanie podświadomością
nawołuje się wszystkie rządy do zwiększonej wrażliwości na niechcianą lub nadużywaną muzykę i dźwięki i wzywa do powszechniejszego stosowania środków takich jak: przepisy o naruszaniu porządku publicznego (...), zakaz nadawania muzyki w niektórych miejscach (np. w parkach publicznych lub na plażach), tworzenie stref ciszy.
W 1993 w Banff w Kanadzie z inicjatywy Schafera odbyła się I Międzynarodowa Konferencja na rzecz Ekologii Akustycznej pod hasłem „Strojenie świata” zaczerpniętym z tytułu jednej z podstawowych publikacji Schafera Tuning of the World. Podczas konferencji zawiązało się Międzynarodowe Forum na rzecz Ekologii Akustycznej (World Forum for Acoustic Ecology – WFAE). W 1998 w Sztokholmie odbyła się konferencja „Sztokholm – otwórz uszy! Od świadomości do aktywności” („Hör Upp! – Stockholm. From Awareness to Action”) zorganizowana przez WFAE wraz ze światową Organizacją Zdrowia.
Informacje o aktualnych działaniach WFAE publikowane są na łamach kilku czasopism: „Yearbook of Soundscape Studies” i „Soundscape: The Journal of Acoustic Ecology.”

## Ekologia muzyki jako nauka
W Kanadzie, kolebce tej dyscypliny, centrum badawcze pejzażu dźwiękowego znajduje się przy Uniwersytecie Calgary. W Królewskiej Akademii Muzyki w Sztokholmie utworzono kierunek podyplomowy łączący naukę o środowisku, urbanistykę i architekturę, w którym centralną rolę odgrywa akustyka i estetyka. W Finlandii odpowiednie badania podjęto na wydziale etnomuzykologii Uniwersytetu Tampere. Teoria badań nad środowiskiem akustycznym rozwija się również na wydziale architektury Uniwersytetu Grenoble. W Japonii zainteresowanie ekologią dźwiękową w aspekcie naukowym, artystycznym i historycznym wiąże się z istniejącą tam tradycją kultury dźwiękowej (np. rzeźby dźwiękowe w ogrodach).

### W Polsce
Problematykę ekologii muzyki zasygnalizowało Res Facta publikując esej Schafera pod tytułem Muzyka środowiska. W 1987 Ruch Muzyczny opublikował cykl artykułów na ten temat napisanych przez Danutę Gwizdalankę.
W 1999 Maksymilian Kapelański obronił pracę magisterską pt. „Koncepcja ‘pejzażu dźwiękowego’ (soundscape) w pismach R. Murraya Schafera” na Uniwersytecie Warszawskim (Zakład Estetyki i Teorii Muzyki Instytutu Muzykologii, pod kier. prof. dr. hab. Macieja Gołąba). W 2004 roku badania pejzażu dźwiękowego zainicjował na kulturoznawstwie w Uniwersytecie Wrocławskim Robert Losiak. W 2008 Sebastian Bernat z Instytutu Nauk o Ziemi UMCS w Lublinie zorganizował seminarium Dźwięk w krajobrazie.